# Smørstabben
Smørstabben är en kulle i Antarktis. Den ligger i Östantarktis. Norge gör anspråk på området. Toppen på Smørstabben är 1 661 meter över havet.
Terrängen runt Smørstabben är huvudsakligen lite kuperad. Trakten är obefolkad. Det finns inga samhällen i närheten.